# Hiszpański podbój Peru

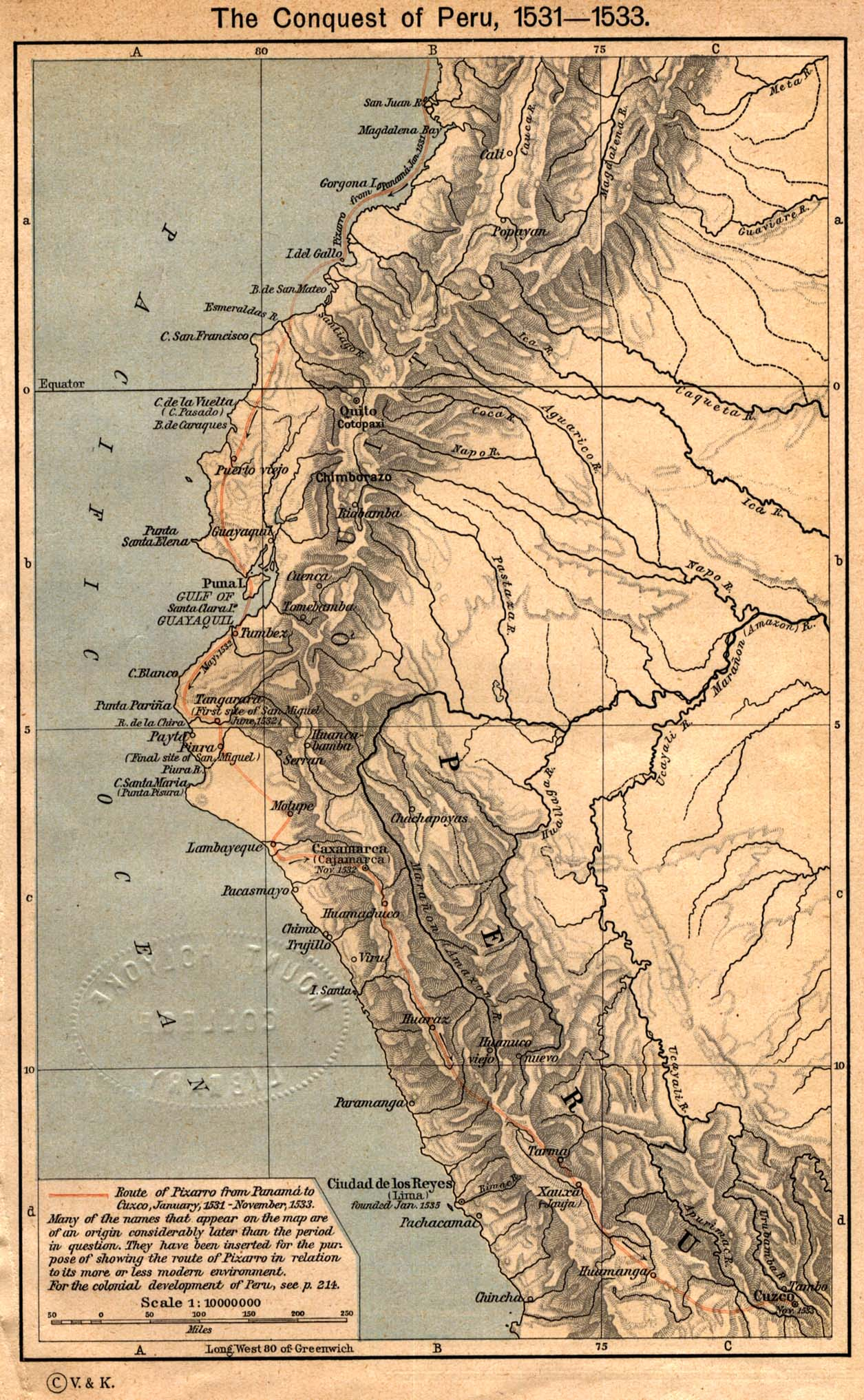
Szlak podboju imperium Inków przez Pizarra i jego konkwistadorów

Hiszpański podbój Peru 1532–1538.

## Wprowadzenie
Przez 25 lat od odkrycia przez Krzysztofa Kolumba w roku 1492 Ameryki, Hiszpanie spędzali na zasiedlaniu wysp antylskich oraz odosobnionych przyczółków na stałym lądzie.
W 1513 roku konkwistador Vasco Núñez de Balboa przekroczył przesmyk panamski, odkrywając Pacyfik. W tej podróży towarzyszył mu Francisco Pizarro jako jeden z oficerów. Największym dotychczas militarnym sukcesem Hiszpanów było zdobycie Meksyku w latach 1519–1521, co przyniosło dworowi królewskiemu olbrzymie dochody. Wielkie skarby pozyskiwane z Ameryki Południowej wzbudziły ogromną żądzę hiszpańskich konkwistadorów, którzy coraz częściej organizowali wyprawy na nowy kontynent.
Po wyprawach Corteza i podboju Meksyku, w roku 1522 doszło do ekspedycji Pascal de Andagoya. Wyruszył na wyprawę w kierunku terenów określanych jako Biru (później nazwa w formie Piru bądź Peru przyjęła się na określenie imperium Inków) gdzieś na północy dzisiejszej Panamy. Andagoya dotarł aż do rzeki San Juan. Wyprawa jednak została przerwana na skutek choroby dowódcy. Andagoya sprzedał swoje okręty dwóm ludziom: Francisco Pizarro i Diego de Almagro. W latach 1524–1525 ponowili oni próbę eksploracji odkrytych terenów, lecz z powodu oporu Indian oraz problemów z zaopatrzeniem musieli zawrócić. Było to przedsięwzięcia prywatne. Koszty pokryli trzej wspólnicy, dwaj konkwistadorzy oraz ksiądz Hernando de Luque, będący agentem Espinozów, bogatej kupiecko-urzędniczej rodziny.
Przy drugiej próbie zbadania odkrytych terenów, dysponowano kapitałem 20 tys. pesos. Pozwoliło to na zwerbowanie 160 ludzi oraz zakup ekwipunku dla dwóch statków. Podczas ekspedycji natknięto się indiańską tratwę kupiecką przewożącą wyroby ze złota, srebra i tkanin, co utwierdziło konkwistadorów o istnieniu cywilizacji na tamtych terenach. Konkwistadorzy spenetrowali ląd aż do północnych wybrzeży Ekwadoru i ostatecznie z braku zaopatrzenia wylądowali na wyspie koguciej (Isla del Gallo) w zatoce Tumaco. Pizarro zdecydował się wysłać Almagra do Panamy po posiłki i prowiant. Hiszpański gubernator Pedro de los Rios dowiedziawszy się o położeniu konkwistadorów, wysłał statek z nakazem natychmiastowego powrotu wszystkich uczestników wyprawy. Pizarro miał nakreślić linię mieczem, wzywając tych, którzy chcą dzielić z nim bogactwo i sławę, aby zostali po jego stronie, a druga część niech wraca, wybierając nędzę w Panamie. Pizarro wraz z kilkunastoma towarzyszami przeniósł się na wyspę Gorgona, gdzie spędził ok. pół roku, czekając na przypłynięcie zapasów. Hiszpanie, kontynuując wyprawę, płynąc ku południu, natknęli się na Tumbez (Tumbes), pierwsze wielkie miasto należące do imperium inkaskiego. Indianie dali Hiszpanom parę lam oraz kilku Indian do zjedzenia, sądząc, że Hiszpanie jadają ludzkie mięso. Podążając dalej, dotarli do ujścia rzeki Santa w środkowym Peru. Utwierdziwszy się w przekonaniu o istnieniu bogatego królestwa, Pizarro zdecydował się wrócić do Hiszpanii w celu uzyskania pełnomocnictwa w jego podboju.

## Dekret o kapitulacji
W 1528 roku Francisco Pizarro wyruszył z Panamy do Hiszpanii. Został przyjęty na audiencji u młodego cesarza Karola V, któremu złożył w darze nieco zdobytego złota, lamy i tropikalne ptaki. Karol V nie dał Pizarrowi konkretnej odpowiedzi w sprawie podboju. Polecił swojemu sekretarzowi skierować sprawę do Rady Indii, ciała, które w imieniu korony zarządzało niedawno odkrytym Nowym Światem. Pizarro rozpoczął żmudne, kilkumiesięczne starania, aby przedstawić swoje plany podboju Radzie Indii. Codziennie stawał w kolejce, aby w końcu przedstawić swoje zamiary hrabiemu Osorno. Jedyną rekomendacją, jaką posiadał Pizarro, były listy urzędnika Korony z portu w Panamie, Gaspara de Espinosy. Zaświadczył on o nieposzlakowanej opinii Pizarra i jego wieloletniej służbie w kolonizacji terytoriów Panamy i Nikaragui. Przez kilka miesięcy uzgadniano wszystkie szczegóły wyprawy, w tym zyski Korony i wynagrodzenie ochotników. Ostatecznie hrabia Osorno dał się namówić do podjęcia ryzyka. Został przyjęty przez cesarzową Izabelę oraz z Radę Królewską, która uznała rekomendacje dla Pizarra. Po czym, jak przystało na dowódcę, przyjęto konkwistadora do Zakonu Rycerskiego Świętego Jakuba (Santiago). Dekret znany jako Capitulación de Conquista, cesarzowa podpisała w lipcu 1529 roku. Na mocy dekretu nowo odkryte ziemie nazwane będą Nowa Kastylią a Pizarro zostanie tam gubernatorem i głównodowodzącym wojsk. Następnie Francisco Pizarro opuścił Toledo i udał się do rodzinnej miejscowości Trujillo w celu zwerbowania pierwszego oddziału na swoją wyprawę. Liczył sobie wtedy już 53 lata i dla mieszkańców miasteczka był starym człowiekiem. Udało mu się zwerbować 17 ludzi. Wśród garstki ochotników był 15-letni krewniak Pedro Pizarro, jego równolatek Alonso de Mesa, 26-letni Hernando Pizarro wraz z kolejnymi braćmi: 19-letnim Juanem i 17-letnim Gonzalo. Jednym z ochotników był również 24-letni Diego de Trujillo, który po 40 latach, na polecenie króla spisał wspomnienia z podboju. Z innych rejonów Estremadury zgłosiło się zaledwie 19 ochotników. W ciągu trzech miesięcy Pizarro kupił i wyekwipował trzy statki, „Santiago”, „Trinidad”, „San Antonio”, oraz zebrał 120 ochotników, wśród których był skład sześciu nakazanych dominikanów (min. Vincente de Vaverde) oraz skarbnik korony Alonso de Riquelme. Pizarro nie uzbierał wymaganej w kontrakcie liczby ochotników. Bojąc się, że władze nie pozwolą mu wypłynąć, popłynął sam, zostawiając brata Hernanda oraz kapitana Candię, aby załatwili sprawę z władzami. Wyruszył w styczniu 1530 roku.

## Imperium inkaskie
Królestwo Inków zwane Tahuantinsuyu rozciągało się wówczas na obszarach dzisiejszego Peru, Ekwadoru i Boliwii, a także części Kolumbii, Chile i Argentyny. Pomimo że technologia Inków stała na poziomie epoki brązu (nie znali oni obróbki miedzi ani żelaza), królestwo dzięki wspaniałej sieci dróg posiadało wspaniałą infrastrukturę i było świetnie zorganizowane. Stolica państwa znajdowała się w Cuzco, mimo to rządzący od roku 1493 Huayna Capac na swoją rezydencję wybrał Quito. Początkowo Pizarro sądził, że Tahuantinsuyu to małe górskie miasteczko, w rzeczywistości było to imperium zamieszkane przez 12 mln ludzi. Archeolodzy ustalili, że najstarsze ślady Inków pochodzą z ok. 1200 r. n.e. W latach 1527–1528 w kraju wybuchła epidemia ospy, która przywędrowała tu z Karaibów i Meksyku, gdzie zebrała obfite żniwo. W ciągu 50 lat od odkrycia Ameryki, na ospę prawdziwą zmarło 90% rdzennej ludności Meksyku, Ameryki Środkowej i terenów Andyjskich.
W Nowym Świecie rozprzestrzeniał się również syfilis przywieziony przez marynarzy Kolumba. W wyniku braku odporności na choroby przywiezione przez Europejczyków zmarło wielu mieszkańców, nie tylko zwykłych ludzi, ale również wysoko postawione osobistości kraju, dowódcy i gubernator Cuzco.
W tym czasie Hiszpanie po raz pierwszy dotarli w rejony królestwa Inków w okolice miejscowości Tumbes (Tumbez) w północnym Peru. Miejscowa ludność przywitała Hiszpanów przyjaźnie, nie traktowała ich jednak jak Bogów.
Miejscowy naczelnik wysłał szybko posłańca do Huayna Capaca, którego zamierzał poinformować o przybyszach. Gdy goniec przybył do obozu króla (Sapa Inka), stwierdził, że Huayna Capac zachorował na ospę. Następstwo tronu po Huayna było sprawą dyskusyjną, gdyż wśród Inków nie obowiązywała zasada pierworództwa w sensie Europejskim, choć pochodzenie sprzyjało osadzeniu na tronie. Sukcesja zależała od przyzwolenia najwyższego kapłana Słońca i od lojalności panacas, domów-świątyń, wśród których skupiali się krewni władcy. Władca poślubił swoją siostrę Coyi Cusi Rimay, z którą miał syna Ninancuyochiego. Po jej śmierci, poślubił młodszą siostrę, Coyę Rahua Ocllo, która dała mu Topę Cusiego Huallpę, zwanego Huascar (lub Guascar). Był on zarządcą Cuzco oraz południowych ziem. Wśród setek potomstwa był również Atahualpa (lub Atawallpa), którego matka była kuzynką Inki. Uważany był za ulubionego potomka Huayna. Byli też jeszcze inni synowie, którzy rywalizowali o władzę.
W ostatnich latach życia Huayna Capaca krainę spustoszyła ospa. Szaman władcy uznał to za karę zesłaną przez boga Wirakoczę. W całym imperium kazano złożyć ofiarę z tysięcy dzieci. Podczas postu i medytacji, władca ujrzał duchy trzech karłów, widzenie uznał za zapowiedź swojej śmierci. Następnie wezwał wróżbitów, by pomogli wybrać kandydata na jego następcę. Najwyższy kapłan czytał z wnętrzności martwych lam, wróżba była niepomyślna dla Ninancuyochiego oraz Huascara. Kolejnych prób nie powtórzono. Po śmierci Huayna złożono w ofierze 1000 jego najbliższych służących, aby mu usługiwali po śmierci. Najwyższy kapłan Villaoma zaproponował tron Ninancuyochiemu, lecz ten kilka dni później umarł. Prawdopodobnie to Coya Rahua Ocllo odegrała istotną rolę w obwołaniu przez Villaomę, Huascara jako władcy. Wybór spotkał się z uznaniem lokalnych notabli, gdyż mieli oni dość wzrastania politycznej przewagi północnej części państwa. Atahualpa cieszył się poparciem północnych armii. Podczas orszaku żałobnego ojca, Huascar zmasakrował świtę książąt, miał to być odwet za udział krewnych w odmowie złożenia mu hołdu przez Atahualpę. Po roku, wojska Atahualpy zmasakrowały miasto Tumibamba zamieszkane przez lud Canari. Konflikt zakończył się na obrzeżach Cuzco, pojmany i zamknięty w drewnianej klatce Huascar musiał oglądać egzekucję niemal wszystkich członków swojego pananas oraz młodej królowej, których ciała z wykręconymi przez liny ramionami nabito na pale wzdłuż północnej drogi prowadzącej do miasta. On sam razem z matką został zabity nad brzegiem rzeki w okolicach wioski Andamarca.

## Marsz Hiszpanów w kierunku Cajamarca
Ekspedycja wyruszyła z Wyspy Pereł w zatoce panamskiej, by w sześć dni dotrzeć do zatoki San Mateo, na północy dzisiejszego Ekwadoru. Opuściwszy zatokę, dotarli do opuszczonej osady Catamez. Podążając dalej, dotarli do kolejnej osady Cancevi, która również była opuszczona. Znaleziono tam wiele glinianych garnków, sieci rybackich, pól kukurydzy. Idąc wzdłuż wybrzeża, otrzymali pierwsze wieści o dużej osadzie Coaque, bogatej w złoto, srebro i szmaragdy. Znaleziono tam bawełniane tkaniny, kukurydzę, owoce i zioła przypominającego bazylie oraz papryczki chili. Odnaleziono tam złoto o wartości 18 tys. pesos i nieco srebra słabej jakości. W osadzie było kilka świątyń oraz bębny z ludzkiej skóry. Pizarro wysłał Bartolome Ruiza ze złotem w drogę powrotną do Nikaragui i Panamy, licząc, że w ten sposób zachęci kolejnych śmiałków. Konkwistadorzy spędzili w tej wiosce ok. ośmiu miesięcy, wielu zmarło na choroby tropikalne lub zostało dotkniętych naroślami na skórze twarzy (verugas), które krwawiły i były rozmiarów jajka. Po powrocie statków ludzie Pizarra opuścili Coaque, wyruszając w kierunku przylądka Pasao, a następnie do zatoki Carques, skąd wszystkich chorych przetransportowano do wioski Charapoto w prowincji Puerto Viejo. Tam spędzono dwa miesiące. Przepływając przez cieśninę Huayny Capaca, dotarli do wyspy Puna.
Według relacji Diego de Trujillo, władca wyspy Tumbala, przywitał konkwistadorów wielką ucztą. Później okazało się, że Indianie szykowali zasadzkę na ludzi Pizarra. Zamierzali rozwiązać sznury tratw, gdy konkwistadorzy byli pośrodku cieśniny, aby się potopili. Pedro Pizarro opisuje potyczkę z Indianami. Kacyka i jego pomocników uwięziono. Gdy dowiedzieli się o tym Indianie z Tumbez, wysłali posłańców z prośbą do Pizarra, aby ten oddał im kacyka i innych dostojników, gdyż chcą się na nich zemścić za spalenie swojego miasta w przeszłości. Zapewniali, że jeśli markiz spełni ich życzenie, będą wielkimi przyjaciółmi Hiszpanów. Pizarro, wiedząc, że będzie przechodził przez ich ziemie, oddał im kilku indiańskich dostojników, których Indianie zabili w obecności Hiszpanów, podrzynając im gardła. W wiosce El Elstero spotkało ich niemałe zaskoczenie. Znaleźli tam wielki krzyż i niewielki dzwon. Wybiegło ku nim ok. 30 chłopców i dziewcząt, krzycząc „Niech będzie pochwalony Jezus Chrystus! Molina! Molina!”. Jak się okazało, Pizarro podczas swojej pierwszej wyprawy zostawił dwóch Hiszpanów w miejscu zwanym Payta, jeden miał na imię Molina, a drugi Gines. Obaj już nie żyli, gdy przybył Pizarro. Przez następne cztery miesiące aż do ustania zimowych deszczów ludzie Pizarra pozostali na wyspie. Niewielu z nich miało jakiekolwiek doświadczenie wojskowe, niewielu było uzbrojonych. Konie i miecze często były wspólne a tarcze zrobione z klepek z pustych beczek. Niektórzy mieli jedynie piki chałupniczej roboty. Jedynie 58 z 168, którzy mieli dotrzeć do Cajamarki, umiało czytać i pisać. Na początku kwietnia postanowiono przenieść się na stały ląd. Na początku przeprawy zginęło z ręki Indian trzech Hiszpanów, ich nagie, poćwiartowane i okaleczone ciała zostawiono na brzegu w widocznym miejscu, skalpy padły łupem krabów morskich. Kontynuując przemarsz, konkwistadorzy dotarli do miasta Tumbez, lecz było już opuszczone. Leżały tam setki niepogrzebanych ciał Indian obsiadłe przez muchy, wszędzie unosił się odór śmierci. Był to efekt wojny domowej, toczącej się pomiędzy armiami imperatora Huascara i Atahualpy. Wykonano tam egzekucje na 13 kacykach planujących zasadzkę na Hiszpanów. Konkwistadorzy wyruszyli w kolejną podróż, która miała im zająć dwa miesiące. Tyle czasu potrzebowali, by przedrzeć się przez ok. 170 km dżungli. Byli osłabieni gorączką i dyzenterią męczącą większość z nich. W zaroślach konie często padały ofiarą kajmanów, które wciągały je w głębiny. Ostatecznie dotarli do ziem Tangarara, tam Pizarro założył osadę San Miguel. Z San Miguel wyruszyło 62 konnych i 106 piechurów oraz ok. 100 niewolników.
Po przybyciu ok. 110 km bezdrzewnej pustyni, dotarli do wioski Serran. Tam przybył do Pizarra wysłannik Atahualpy, aby policzyć Hiszpanów oraz sprawdzić, czy są wojownikami, stroił sobie kpiny i żarty, prosząc, aby wyciągnęli miecze. Jednego złapał za rękę i brodę, za co otrzymał wiele policzków. Po powrocie do Inki opowiedział, że Hiszpanie to złodzieje i próżniacy jeżdżący na owcach, doradzał, aby przygotować wiele sznurów, ponieważ są bardzo tchórzliwi i będą uciekać. Oddział konnych zastał Cajas zniszczone wojną, wielu Indian było powieszonych na budynkach. Zarządca miasta skarżył się na Atahualpę, że ten zabił większość jego poddanych tak, że z ok. 10–12 tys. mieszkańców nie zostało więcej niż 3 tys. Hernando de Soto wziął od kacyka 4 lub 5 sztabek złota, oddał też Hiszpanom część z ok. 500 zamieszkujących to miasto tzw. dziewic słońca. Spotkało się to ze złością inkaskiego zarządcy, który miał powiedzieć: „Jak ważysz się to robić? Kiedy Atahualpa jest ledwie dwadzieścia lig stąd? Żaden z was nie ujdzie żywy” (jedna liga to ok. 5,5 km). Soto zabrał ze sobą inkaskiego zarządcę oraz kobiety do Serran, odwiedzając po drodze pobliskie osiedle Huancabamba. W rozmowie z Pizarrem indiański zarządca został obdarowany zdobioną koszulą i weneckim szkłem i wyruszył, aby przekazać Atahualpie przesłanie o przyjaznych zamiarach Hiszpanów. Gdy konkwistadorzy dotarli do kolejnej wioski, spostrzegli, że mieszkańcy zabierają swój dobytek i odchodzą. Hernando Pizarro pytał ich o Atahualpę i jego zamiary w stosunku do Hiszpanów, ale nikt ze strachu nie chciał mu odpowiedzieć. Gdy schwytał jednego z kacyków i wziął go na tortury, ten wyjawił, że Atahualpa przygotowuje się do wojny i podzielił swoje siły na trzy oddziały, jeden u stóp góry, jeden na szycie i jeden w Cajamarce. Powiedział również, że Atahualpa przechwala się, że wybije chrześcijan do nogi. Inny złapany kacyk wyjawił Pizarrowi, że w dolinie Cajamarki Atahualpa ma pod swoją komendą armię składająca się z 50 tys. wojowników. Twierdził również, że Atahualpa wkroczył na jego ziemię i zabił ok. 4–5 tys. jego ludzi i wziął 600 kobiet i 600 chłopców, których rozdzielił wśród swoich wojowników. Pizarro rozdzielił swoich ludzi na oddziały i ruszył przez góry. Kolonizatorzy wspinali się na wysokości ok. 4000 m n.p.m. Zastali tam rozrzedzone powietrze i dotkliwy ziąb, mosty wykonane z trzciny, które wisiały nad tysiącmetrowymi przepaściami. Ich trudy potęgowały cierpienia związane z odmrożeniami dłoni i stóp. Po tygodniu wędrówki dotarli do doliny Cajamarki.

## Bitwa w Cajamarce
W piątek 15 listopada 1532 roku, o szóstej wieczorem, Francisco Pizarro wkroczył ze swoją piechotą do Cajamarki. Na spotkanie wyszedł im wysłannik Atahualpy, informując, iż władca nie może się z nimi spotkać, gdyż pości. Hernando de Soto poprosił Pizarra o pozwolenie na udanie się z pięcioma lub sześcioma konnymi na rozmowę z Atahualpą. Jego dom składał się z czterech komnat, były również dwa baseny, do których doprowadzona była ciepła i zimna woda. Tam właśnie w chwili przybycia de Sota kąpał się Atahualpa wraz ze swoimi kobietami. Całego obszaru w pobliżu domu strzegły oddziały wojowników uzbrojonych we włócznie i łuki. Hernando de Soto podjechał do kacyka, który siedział przed domem, podjechał tak blisko, że chrapy konia dotykały nakrycia jego głowy. Soto zdjął z palca pierścień i dał go kacykowi na znak przyjaźni i pokoju, a ten wziął go, nie okazując szacunku. Pizarro zaniepokojony brakiem powrotu de Soto wysłał swojego brata Hernanda i kilku piechurów, by sprawdził, co się stało. Gdy dotarli do obozu, zastali de Sota i jego ludzi oczekujących na wyjście Atahualpy. Hernando Pizarro krzyknął do tłumacza: „Powiedz mu, żeby wyszedł”, gdy w odpowiedzi usłyszał, żeby jeszcze chwilę poczekał, ponownie zwrócił się do tłumacza: „Powiedz temu psu, żeby wyszedł natychmiast”. W tej właśnie chwili Atahualpa wyszedł, trzymając w dłoniach dwa złote kubki napełnione chichą. Jednego dał Hernandowi Pizarrowi, a drugiego sam wypił. Następnie usiadł, a obok niego usiadły jego kobiety. Gdy spluwał, jedna z kobiet podstawiała dłoń. Każdy jego włos, który spadł, był zbierany przez kobiety i połykany. Na tym spotkaniu ustalono, że następnego dnia Atahualpa przybędzie do Cajamarki. Hiszpanie poinformowali Inkę, że głównym celem ich przybycia jest nauczanie wiary. Według relacji Pedra Pizarra, Atahualpa po wysłuchaniu Hernanda de Soto nakazał mu wrócić do markiza i powiedzieć mu oraz pozostałych chrześcijanom, że rano uda się do nich i że zapłacą mu za brak szacunku, jaki okazali, biorąc sobie derki z pomieszczeń, w których spał jego ojciec. Dodał, że wszystko, co zabrali i co zjedli od zatoki San Mateo do tej pory, mają zgromadzić na jego przybycie. W tym czasie obozu strzegło 40 tys. indiańskich wojowników. Gdy wyjeżdżali, de Soto sprawił, że koń stanął dęba, a Indianie stojący najbliżej zaczęli uciekać. Atahualpa kazał ukarać ich śmiercią za okazanie strachu, było ich ok. 300. Mieli zostać zgładzeni razem ze swoimi kobietami i dziećmi. Tej samej nocy 20 tys. Indian wraz ze swym kapitanem zwanym Lumenaui, z wieloma sznurami zaszło konkwistadorów od tyłu i ukryli się, aby wyłapać Hiszpanów, gdy ci będą uciekać. Następnego dnia orszak Atahualpy wyruszył w kierunku Cajamarki, przed orszakiem szło wielu Indian (od 600 do 2000, w zależności od relacji) oczyszczających drogę z kamieni i gałęzi. Przybyli do miasta w godzinach popołudniowych. Francisco Pizarro podzielił konnych i piechotę na oddziały pod dowództwem Hernanda Pizarra, Hernanda de Soto. Cześć żołnierzy miał również przypaść Sebastianowi de Belalcazar i Juanowi Pizarro. Gubernator stanął w warowni.
Według relacji Diego de Trujilla (który brał czynny udział w zajściu), Inka z orszakiem, weszli na plac i nie widząc ludzi Pizarra, Atahualpa spytał: „co się stało z tymi brodatymi?”, w odpowiedzi usłyszał: „ukryli się”. W tym momencie wyszedł na spotkanie ojciec Vincente de Vaverde, zaczął wyjaśniać Ince, że przybywają tu z rozkazu papieża oraz króla. Gdy cytował słowa Pisma Świętego, Inka spytał: „Czy to są twoje słowa?” Dominikanin odparł: „To są słowa Boga”. Atahualpa zapytał, jak to możliwe? Dominikanin wskazał na brewiarz i odparł: „Spójrz, tutaj są zapisane”. Inka zażądał, aby mu go podano, spojrzał na niego i cisnął o ziemię, wydając rozkaz: „Nie dajcie uciec żadnemu z nich”. Indianie w odpowiedzi wołali: „Niech tak się stanie, Inko!”. Ojciec Vincente powrócił do gubernatora i powiedział: „Wasza Ekscelencjo, co uczynisz? Atahualpa jest niczym Lucyfer”. Francisco Pizarro, uzbroiwszy się w miecz, tarczę i hełm, ruszył (razem z Diego de Trujillą) na lektykę Atahualpy. Gdy znalazł się w pobliżu, do szarży, z wielkim hałasem przyczepionych dzwonków, przystąpiły oddziały konnych. Na placu upadło tak wielu ludzi, że jeden leżał na drugim i wielu z 8000 Indian w ten sposób się udusiło.
W relacji Pedra Pizarra specjalnie schowani w hali żołnierze, aby Indianie nie zauważyli, jak są przygotowani, aby ich przestraszyć, mieli z hukiem wyskoczyć na głos trąbki i wystrzału z falkonetu. Szpiedzy Atahualpy umocnili go w przekonaniu o słabości i strachu Hiszpanów, którzy z tego powodu zamknęli się w hali. Gdy Atahualpa przybył z oddziałem na plac, gubernator wysłał ojca Vincente, aby ten zażądał w imieniu Boga i Króla, by Atahualpa poddał się prawu Pana Naszego, Jezusa Chrystusa i zwierzchnictwu Jego Królewskiej Mości oraz że jeśli to uczyni, markiz będzie uważał go za brata i nie pozwoli, aby uczyniono mu szkodę. Ojciec Vincente zaczął to wszystko wykładać Ince, podpierał się przy tym brewiarzem. Atahualpa poprosił o brewiarz, nie mogąc go otworzyć, rzucił go na ziemię. Zawołał Aldanę, aby ten podszedł do niego i dał mu miecz. Aldana wyjął miecz, ale nie chciał oddać Ince. Po tym zdarzeniu Atahualpa powiedział, żeby sobie poszli, że są łajdakami i złodziejami i że każe ich wszystkich pozabijać. Gdy dominikanin powrócił do Pizarra, ten widząc dwie lektyki (druga należała do pana z Chincha), postanowił jedną zaatakować sam, a drugą kazał zaatakować swojemu bratu Juanowi. Na znak gubernatora rozległ się huk wystrzału i zgiełk trąbek, jeźdźcy wypadli z hukiem, a piechota za nimi. Huk wystrzałów, ogłuszające trąbienie i zgiełk koni i dzwonków sprawiły, że Indianie załamali się i zaczęli uciekać. Nie mogąc zmieścić się przez bramę, uciekali przez mur otaczający plac, który zawalili. Pan z Chincha zginął, lektykę Inki próbowano przewrócić, lecz cały czas podbiegali nowi Indianie, utrzymując ją w powietrzu. Zmęczony Hiszpan zadał cios Atahualpie, który by go zabił, gdyby nie odparował go Francisco Pizarro, otrzymując ranę ręki. Markiz wydał rozkaz, aby nikt nie ważył się zabić Inki pod karą śmierci. Po wywróceniu lektyki Atahualpa został pojmany.
Kronikarz Francisco Lopez de Gomara, choć sam nigdy nie był w Ameryce, to zapisywał wspomnienia przybyłych z Nowego Świata hiszpańskich konkwistadorów. Opisuje on relację Atahualpy na namowy dominikanina. Inka nie chciał słuchać, że może być inny większy władca od niego, nie chciał rezygnować ze swojej religii i obyczajów. Twierdził, że jego wiara jest lepsza, ponieważ Chrystus umarł, a Słońce i Księżyc nigdy nie umarło.
Główne siły Inków pozostały poza miastem. Nie wiadomo dlaczego Atahualpa nie wkroczył do miasta ze swoim wojskiem. Prawdopodobnie chciał pokazać Hiszpanom i własnym wojownikom, królewski majestat i odwagę, której zabrakło jego ludziom w obliczu jazdy konnej Hernanda de Soto. Inne źródła podają, iż w wyniku masakry, zginęło od 2000 do 10 000. Indianin Sebastián Yacobilca szacuje zabitych na 20 tys.

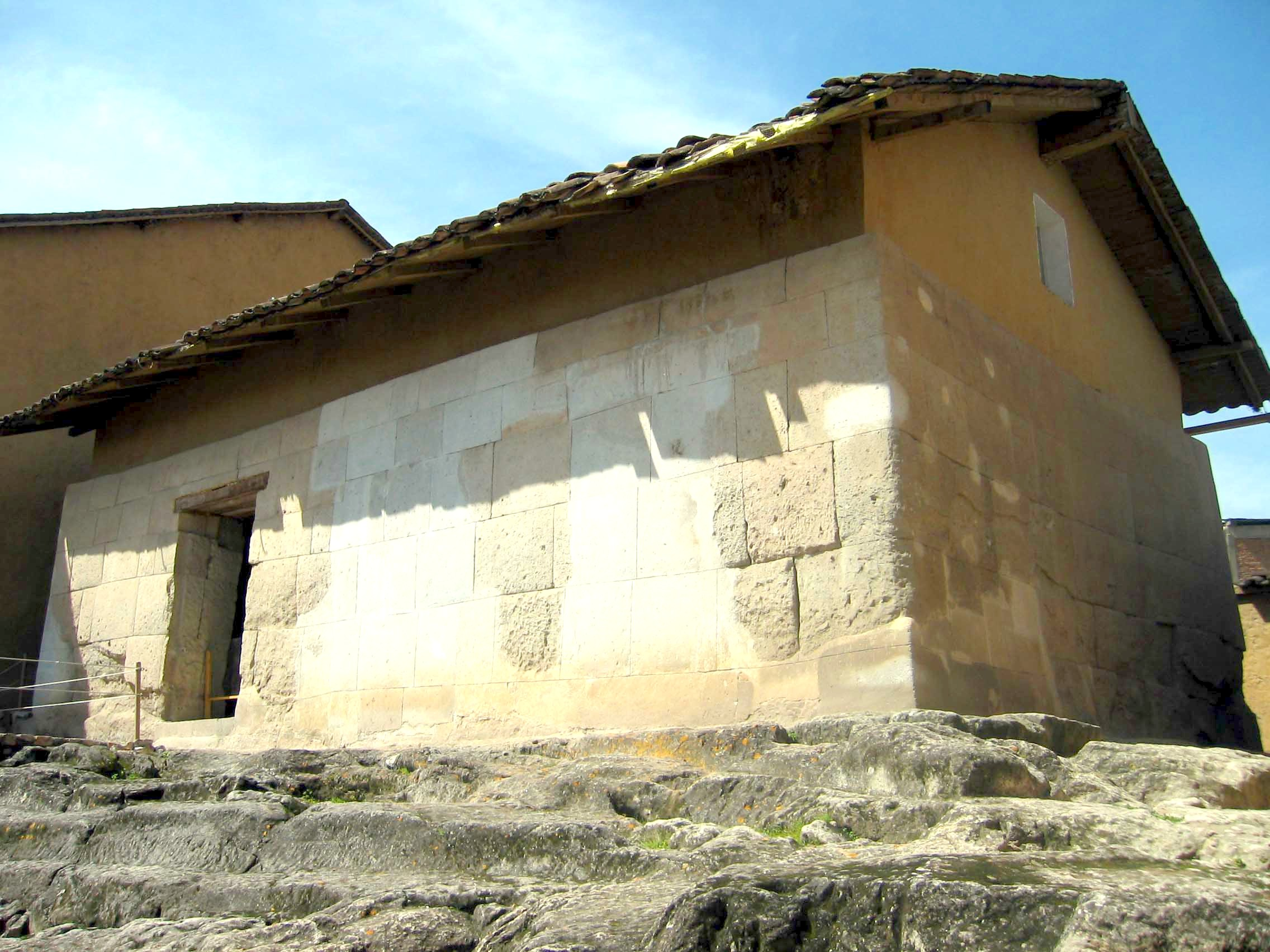
Miejsce, gdzie był przetrzymywany Atahualpa

## Uwięzienie Atahualpy
Większość ochotników Pizarra walczyła po raz pierwszy w życiu, na widok orszaku Inki wielu zmoczyło zbroję. Po aresztowaniu Atahualpy Hiszpanie mieli w ręku decydujący czynnik władzy państwowej. Inka był żywym wcieleniem boga Słońce. Pojmanie go sparaliżowało imperium. Władcy Cuzco stanęli w obliczu jawnej dezercji większości poddanych, podziałach wśród panacas oraz zemsty wodzów z północy. Wielu kacyków zaraz po pojmaniu Atahualpy przyszło do Hiszpanów, złożyć im przysięgę wierności. Monarcha zaproponował okup za swoje uwolnienie, co było powszechną praktyką w wojnach plemiennych w Andach oraz symbolem wasalnego hołdu. Atahualpa obawiał się również własnej śmierci, doszły do niego wiadomości, że Hiszpanie przyszli popierać sukcesję na tron jego brata, którego trzymał w niewoli. Atahualpa rzekł do tłumacza: „Powiedz Chrześcijanom, że jeśli mnie oszczędzą, dam im tyle złota, ile zmieści się w tej komnacie”. Diego de Trujillo zanotował, że Atahualpa przyrzekł później, napełnić dwie całe komnaty do wysokości równiej prawie dwóch ludzi. Po tej obietnicy wysłał swoich kapitanów, aby gromadzili obiecany skarb. Jak zdradził później jeźdźcowi Miguelowi de Estete, planował on wcześniej zabrać Hiszpanom konie, które zrobiły na nim największe wrażenie, aby je rozmnożyć. Część konkwistadorów zamierzał wykastrować, aby służyli jako strażnicy jego kobiet, a resztę miał złożyć w ofierze Słońcu. Pizarro traktował jeńca z szacunkiem, uwolnił go z kajdan i umieścił w większym budynku wraz z jego kobietami, które przyrządzały mu jedzenie. Zdawał sobie sprawę, że znajduje się w niebezpieczeństwie, armie dowódców Inki mogły się składać nawet z 100 tys. wojowników. Król został zamknięty w komnacie, skąd mimo to nadal rządził państwem. Miał ze sobą wielu kacyków, którzy czekali na zewnątrz i gdy któregoś wolał, ten musiał wchodzić boso i nieść jakiś ciężar. Gdy był głodny, kobiety przyrządzały mu wiele potraw, a on wybierał, na co ma ochotę. Gdy zdecydował, kobieta brała potrawę w złotym talerzu to ręki i trzymała, podczas gdy on jadł. Gdy spadał mu jakiś kęs lub kropla na ubranie, przerywał posiłek i zmieniał ubranie. Wszystko, czego dotknął, było gromadzone i raz do roku palone, nawet kości z mięsa, trzciny, które dotykał, kolby kukurydzy, które miał w ręku. Markiz prawie codziennie odwiedzał Atahualpę, od czasu do czasu zapraszał do własnych komnat, aby zjeść z nim posiłek. Ze strony Atahualpy wyglądało to inaczej, za równego sobie uważał jedynie Hernanda de Soto. Choć jedną ze swoich sióstr podarował właśnie Pizarrowi. Podczas gdy Inka był uwieziony, zgładził swojego brata. Pedro Pizarro opisuje, sytuację, gdy gubernator nakazał, aby przyprowadzono Huascara i aby go nie zabili, gdyż jeśli to zrobią, to on zabije Atahualpę. Indianie zanieśli wiadomość do kapitanów Atahualpy, a ci byli w rozterce, gdyż traktowali Huascara bardzo źle. Przedziurawili mu ciało pod obojczykami i przeciągnęli tamtędy sznury. Teraz nie mogli go wypuścić ani się z nim sprzymierzyć. Huascar na wieść o tym powiedział: „Ten pies Atahualpa, gdzie on ma złoto i srebro, aby je dać Hiszpanom? Czyż nie wie, iż wszystko jest moje? Ja to dam chrześcijanom, a jego niech zabiją”. Gdy te słowa dotarły do Atahualpy, postanowił użyć podstępu. Podczas jednego z posiłków w obecności gubernatora, udał, że płacze. Na prośby markiza, aby wyjaśnił, dlaczego tak się zachowuje, odparł: „Jestem strapiony, gdyż z pewnością mnie zabijesz”. Po zapewnieniach Pizarra, że nic mu nie grozi, kontynuował: „Panie, ty przekazałeś mi nie zabijać mojego brata Huascara i powiedziałeś, że zabijesz mnie, jeśliby jego zabito”. Markiz, zaskoczony wiadomością, obiecał nie robić krzywdy Atahualpe, gdyż zabito Huascara bez jego wiedzy i nie miał na to wpływu. Po tych zapewnieniach Inka wysłał posłańców, aby natychmiast zabili Huascara. Młody konkwistador Alonso de Mesa w zeznaniu złożonym przed wicekrólem w Toledo wspomina rozmowę Inki z gubernatorem w czasie, gdy przybyło 4–5 tys. Indian z kobietami i dziećmi szukać schronienia, Atahualpa oznajmił, że gdyby był wolny, kazałby ich wszystkich zabić, aby zagwarantować lojalność prowincji. Mesa wspomniał też o znalezieniu w komnacie Inki zasuszonej czaszki oprawionej w złoto, do której przymocowany był złoty lejek. Atahualpa przyznał, że to głowa jednego z jego braci, który przeciwko niemu walczył i przechwalał się, że będzie pił z czaszki Atahualpy, więc teraz Inka pije z jego czaszki. Mesa był również świadkiem, jak Atahualpa wydaje rozkaz ukamienowania 10 lub 12 kacyków. Na co Pizarro miał zagrozić Ince, że go spali, jeśli nadal będzie dokonywał takich zabójstw. Zbieranie skarbu przedłużało się, a morale konkwistadorów słabło. Atahualpa zaproponował markizowi, aby udać się do Pachacamac, gdyż tamtejszy bożek ma większy skarb, niż powinien. Na tę czteromiesięczną misję pojechał Hernando Pizarro. Po złupieniu obiecanych kosztowności ruszył do miasta Januja, w którym stacjonował jeden z dowódców Atahualpy. Miasto było ogromne i leżało w pięknej dolinie. Konkwistadorom zapadł w pamięć widok głównego placu, było tam tysiące włóczni, na których nabite były głowy z językami pokonanych wojowników Huascara. Gubernator wysłał konkwistadorów również do Cuzco w podobnym celu. Niedługo przed powrotem Hernada Pizarra, przypłynął statek Almagra ze 150 nowymi ochotnikami z przesmyku. Wśród konkwistadorów zapanowała konsternacja, gdyż markiz odmówił nowym ochotnikom udziału w złocie obiecanym przez Inke. Dochodziło do jawnej wrogości pomiędzy obiema grupami konkwistadorów.

## Skarb Cajamarki

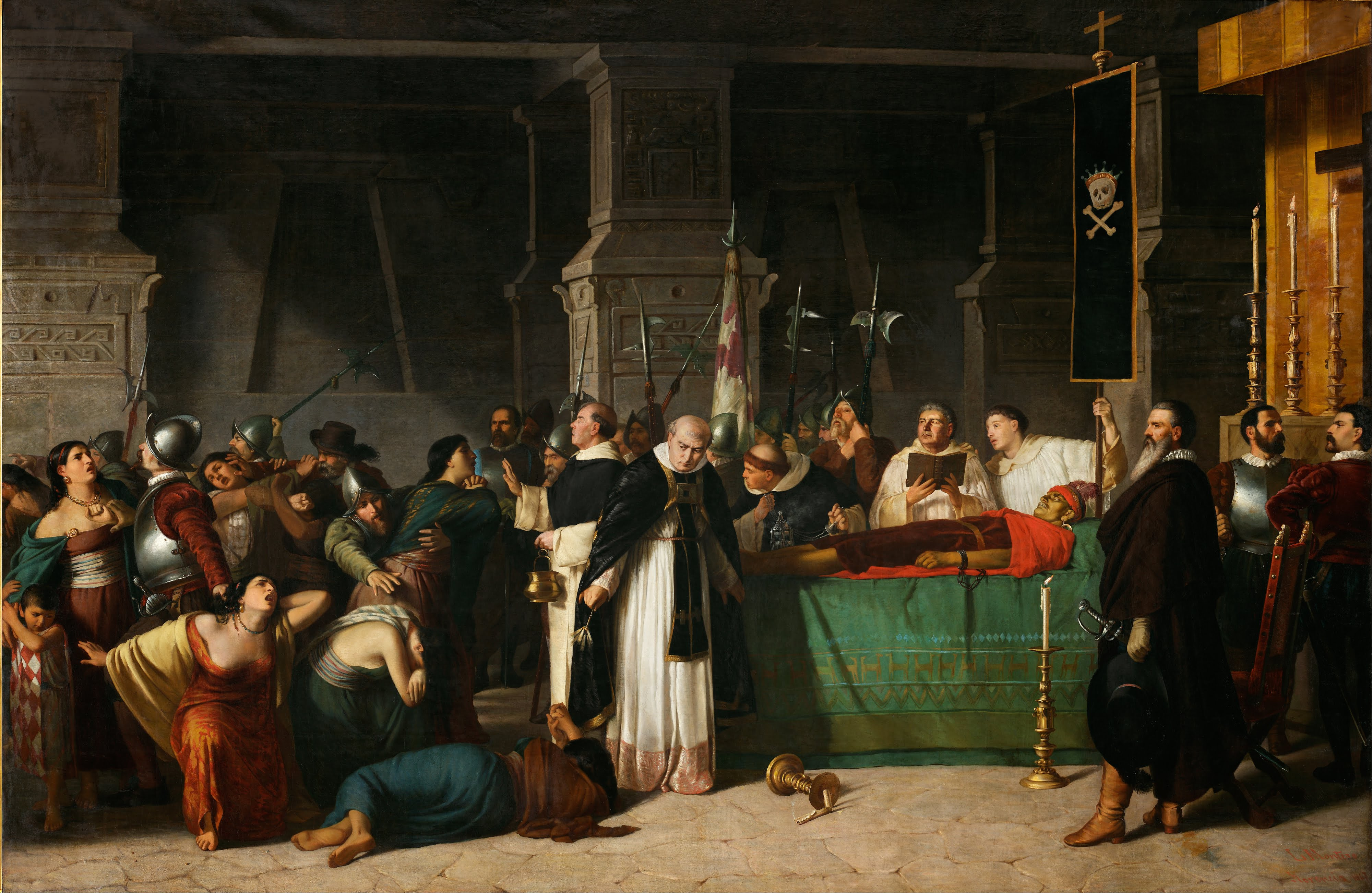
Scena wydania wyroku na władcę Inków Atahualpe

Z 11 ton srebrnych i złotych przedmiotów, uzyskano 6 ton przetopionego złota w sztabach po 22,5 karata o masie ok. 3,5 kg oraz blisko 1300 kilogramów srebra. Cały skarb wart był 1 326 539 pesos w złocie i 51 610 marek w srebrze. Każda sztabka złota miała wartość ok. 1000 pesos. Szacunki nie obejmują prywatnych łupów zdobytych podczas wyprawy, w tym szmaragdów, klejnotów, różnych wyrobów ze złota i srebra np. markiz przywłaszczył sobie złoty tron Inki. Każdy konny Pizarra otrzymał 8800 pesos w złocie i 363 marek w srebrze. Piechurzy po 4440 pesos w zlocie oraz 181 marek w srebrze. Gubernator przyznał sobie 57 740 pesos w złocie, jego kapitanowie również otrzymali większe udziały. Hernando Pizarro otrzymał 31 080 pesps, Juan Pizarro 11 100 pesos, Hernando de Soto 17 740 pesos, Sebastian de Belalcazar oraz Pedro de Candia i Gonzalo Pizarro 9009 pesos, Vincente de Vaverdenic nie otrzymał ze względu na śluby ubóstwa. Grupa z San Miguel 15 tys. pesos do podziału, ludzie Almagra 20 tys. pesos. Francisco Lopez de Jerez zapisał ceny niektórych artykułów. Dzban wina 60 pesos, para butów lub spodni 30-40 pesos, peleryna 125 pesos, miecz 50 pesos, kartka pergaminu 10 pesos. Kiepski koń 94 pesos, a dobry 3000 pesos. Czarnoskóry niewolnik 300–600 pesos.
Diego de Trujillo odnotował, że markiz przywłaszczył sobie więcej złota, niż było uzgodnione. Inny konkwistador wspomina o komnacie zapełnionej złotymi wazami, których nie dano do podziału. Karol V zarządził w tej sprawie dochodzenie, które zostało przeprowadzone przez zakonnika Tomasa de Berlanga w Limie i Panamie. Jednym ze świadków był Hernando de Soto, który zeznał, iż widział jak Pizarro i Almagro sprzedają część srebra w celu powiększenia osobistego majątku.

## Śmierć Atahualpy
Podział łupu oznaczał, iż Atahualpa wywiązał się ze swojej części umowy i nadszedł czas, aby zapadły względem niego jakieś decyzje ze strony Hiszpanów. Władca Inków przeczuwał swoją śmierć. Jednemu ze strażników powiedział, że widział kule ognia rozświetlająca nocne niebo i wie, iż jest ona zwiastunem jego śmierci. Atahualpa za swoich obrońców uważał Hernanda Pizarro oraz Hernanda de Soto. Obawiał się za to Diega de Almagra, którego nazywał „jednookim”, oraz skarbnika Alonso de Riquelme, którego nazywał „grubasem”. O prawdziwych powodach stracenia Atahualpy można jedynie spekulować. Uwolnienie Atahualpy wiązałoby się z bardzo dużym strategicznym ryzykiem odwetu z jego strony, co Hiszpanie przepłaciliby życiem. Właśnie z tego powodu Almagro i Riquelme lobbowali za straceniem Inki. Za sprawą indiańskiego tłumacza Felipe, Hiszpanie zostali poinformowani o gromadzeniu się wojsk inkaskich w Cajas, co wzmocniło obawy Almagrao i Riquelma, którzy w te opowieści uwierzyli. Pizarro wysłał Hernanda de Soto na zwiady, z których wrócił już po straceniu Inki. Indiański tłumacz wymyślił te kłamstwa, gdyż został przyłapany przez Atahualpę na przymuszeniu jednej z jego kobiet do obcowania i lękał się śmierci. Kobietą tą była jego ulubiona żona Cuxirimay. Hiszpański tłumacz Juan de Betanzos, który osiemnaście lat później sam ją poślubił, zapisał jej wspomnienia. Atahualpa zastawszy Filipe ze swoją żoną wykrzykną: „Psie z wybrzeża! Wziąłeś moją żonę, bom uwięziony! Ale gdybym nie był, to dobrze wiesz, że bym cię ukarał, całą twoją rodzinę i cały lud twój!”. Filipe obleciał strach i kilka dni później powiadomił, że Inka planuje ucieczkę, gromadzi wojska i planuje zabić wszystkich Hiszpanów. Na niekorzyść Atahualpy świadczyło, iż w tym właśnie czasie Hiszpanie dowiedzieli się o podstępnym zabiciu Huascara. Hernando de Soto również był przeciwny uwolnieniu Atahualpy, ale nie chciał jego śmierci. Proponował, iż zabierze go do Hiszpanii, aby zneutralizować zagrożenie z jego strony. Niestety, po doniesieniach Filipe opuścił Cajamarkę. Hernando Pizarro, który nie pochwalał uśmiercenia wodza, musiał wyruszyć z częścią trybutu dla Korony. Później twierdził, że uśmiercenia Atahualpy dokonano niezgodnie z prawem ponieważ bez pozwolenia Korony. Przeprowadzono proces, na którym skazano Atahualpę na śmierć (miał obrońcę). Wysunięto przeciw niemu wiele zarzutów, w tym nastawanie na życie Hiszpanów. Atahualpa bronił się, prosząc, aby go nie zabijali, iż nie ma w tym kraju Indianina, który by się ruszył bez jego rozkazu i mają go w więzieniu. Oskarżano go również o rzeczy, których Hiszpanie nie mieli kompetencji, osądzać jak np. okrucieństwo w sposobie sprawowania władzy. Pojawiły się też zarzuty o kazirodztwo, o których pisze Pedro Pizarro: „Nakazał, aby uśmiercono go grotą, a po śmierci spalono, z tego powodu, iż miał za żony swoje siostry. Zaprawdę, niewiele praw ci panowie czytali, bo nie nauczywszy przedtem niewiernego, wydali na niego ten wyrok”. Wyrok wykonano 26 lipca o ok. siódmej wieczorem. Wyprowadzono go zakutego z komnaty na plac, przywiązano go do pala na stosie i kazano usiąść. Według relacji jednego z konkwistadorów Inka w języku quechua miał ciągle powtarzać: „Dlaczego oni chcą mnie zabić? Co ja albo moi synowie, albo moje żony kiedykolwiek im zrobiliśmy?”. Do skazanego podszedł dominikanin Vincente de Vaverde, nakłaniając go, aby wziął chrzest. Nie odpowiadał aż podszedł do niego Indianin z plemienia Canari wyznaczony na kata. Inka zaczął krzyczeć błagalnie o chrzest, nadano mu imię Pizarra, Francisco. Zakonnik powiedział mu, że nie zostanie spalony mimo takiego wyroku, gdyż okazał skruchę. Atahualpa gestami wskazywał, że jego dzieci są jeszcze małe. Błagał Pizarra, aby się nimi zaopiekował. Pouczał też swoje żony, że jeśli jego ciało nie zostanie spalone, będzie mógł do nich powrócić, nawet gdy go zabiją, bo słońce będące jego ojcem, podniesie go z martwych. Indiański kat dostał sygnał i udusił Atahualpę, pociągając za końce liny obwiązanej na szyi Inki. Ciało zostało pozostawione na placu przez całą noc, następnego dnia pochowano go w kościele, który Hiszpanie mieli w Cajamarce. Po zapewnieniach Inki, że powróci, paru ludzi i jedna siostra z kilkoma Indiankami powiesiło się, oznajmiając, że idą na tamten świat służyć Ince. O śmierci Atahualpy najprawdopodobniej zdecydowały względy bezpieczeństwa. Pedro Pizarro pisze: „Ja sam widziałem, jak markiz płakał z żalu, iż nie może mu życia darować, gdyż lękał się żądań i ryzyka, jakie powstałoby w tym kraju, gdyby Atahualpa się uwolnił (...) Markizowi wielce ciążyło, że kazał zabić Atahualpę, a Sotowi jeszcze bardziej. Bo mówił i miał rację, że dużo lepiej byłoby wysłać go do Hiszpanii i że on zobowiązałby się go zaokrętować”.

## Przejęcie władzy przez Hiszpanów
Po śmierci Atahualpy Francisco Pizarro nakazał swoim żołnierzom marsz na stolicę Inków Cuzco, pod którą Hiszpanie dotarli wiosną 1533 r. Obecni na miejscu urzędnicy, popierający wcześniej Huascara, przywitali Hiszpanów przyjaźnie, ale bez większego entuzjazmu. Dla nich Pizarro był człowiekiem, który usunął ich rywala Atahualpę i zakończył wojnę domową. Wkrótce możni inkascy zjednoczyli swoje siły przeciwko Manco Ince jednemu z dalszych synów Huayna Capaca. Cały kraj stał się wówczas państwem marionetkowym w rękach Hiszpanów. Chcąc umocnić więzi z królestwem, Pizarro poślubił osiemnastoletnią siostrę Manco Capaca – Quispe Cusi, która rok później urodziła mu córkę Franciscę. Także wielu żołnierzy Pizarra poślubiło miejscowe kobiety także z miejscowego klasztoru.
Podczas swojego panowania w kraju, Hiszpanie rozpoczęli zakrojoną na szeroką skalę akcję plądrowania Cuzco, co przyniosło im wielu wrogów wśród miejscowej ludności. Hiszpanie dokonali podziału złota, większą część przeznaczając dla dworu królewskiego w Hiszpanii i dla braci Pizarra, resztę podzielono pomiędzy żołnierzy. Podział tak wielkiej ilości złota jednak wywołał nieporozumienia wśród Hiszpanów. Dlatego też wybudowali oni w Cuzco odlewnię, gdzie przetapiali przedmioty ze złota, m.in. statuę pierwszego Inki. Kolejnym celem Pizarra było wybudowanie nowego portu, skąd można było ładować na okręty zdobyte złoto. W ten sposób powstała Lima, która stała się nową stolicą państwa. W roku 1535 na wniosek Karola V, królestwo podzielone zostało pomiędzy Pizarro i Diego Almagro. Krótko potem, jeszcze w tym samym roku Hiszpanie zorganizowali ekspedycję do Chile, co wykorzystał Manco Inka, wywołując powstanie inkaskie.

## Powstanie Manco Inki
Już w roku 1535 Manco Inka próbował ucieczki z Cuzco, został jednak z powrotem przyprowadzony do swojego pałacu. Od tego czasu Hiszpanie nie okazywali mu łagodności. Nie liczyli się zupełnie ze znaczeniem Sapa Inka, ignorując prawa i potrzeby mieszkańców oraz w dalszym ciągu plądrując Cuzco i inne święte miasta Inków. Manco Inkę zakuto w łańcuchy i upokarzano publicznie. Niechęć Inków wzbudził Gonzalo Pizarro, który uprzykrzał życie siostrze Manco Inki – Coya Occlo. Jednak oliwy do ognia dodało dopiero zabicie przez Hiszpanów kilku inkaskich generałów i namiestników państwowych.
Powstanie było przygotowywane od dłuższego czasu przez generałów Manco Inka. Inkowie zdawali sobie sprawę ze słabości swojej tradycyjnej broni przeciwko broni agresorów, nie widzieli jednak alternatywy. Na tajemnym zebraniu w Cuzco Manco Inka wezwał generałów do ogólnego powstania. Następnie rozesłał posłańców po całym królestwie, którzy mieli wszcząć przygotowania do rebelii. Rozpoczęła się prowadzona w tajemnicy produkcja broni i organizacja oddziałów, które miały równocześnie uderzyć na Limę i Cuzco.
Powstanie planowano na Wielkanoc 1536 r. Tydzień wcześniej Manco Ince udała się ucieczka do przygotowanej dla niego kryjówki na północy, gdzie zbierały się jego wojska. Na skutek nieporozumień w szeregach dowódczych w kwestii wybrania celu, atak powstańców przeprowadzono dopiero na początku maja. Po dotarciu do Cuzco naprzeciwko rebeliantów stanęło 170 Hiszpanów i 1000 indiańskich żołnierzy. Armia Inki liczyła dziesiątki tysięcy ludzi. Po odcięciu zaopatrzenia w wodę powstańcy przystąpili do oblężenia miasta oraz położonej w pobliżu twierdzy Sacsayhuamán, która została szybko zdobyta.
Pomimo że porażka wydawała się bliska, Hiszpanie zawzięcie walczyli o swoje życie. Wiedzieli bowiem, że nie mogą liczyć na litość Inki. Chcąc osłabić morale przeciwnika, rozpoczęli terroryzowanie ludności cywilnej. W międzyczasie wojskom Inki udało się zniszczyć posiłki hiszpańskie na drodze do Cuzco. W bitwie poległo około 300 Hiszpanów. Gdy tylko wiadomość ta dotarła do Cuzco, obrońcy podjęli się ostatniej próby przełamania oblężenia, podczas której zginął Juan Pizarro. Hiszpanie przypuścili też atak na twierdzę Sacsayhuamán, natykając się na siły inkaskie uzbrojone w miecze i tarcze hiszpańskie. Mimo to atak hiszpański powiódł się, a twierdza wpadła ponownie w ich ręce. Oblężenie miasta trwało jednak nadal. Wkrótce druga grupa powstańców obległa Limę. Zagrożony Pizarro zamierzał zwrócić się o pomoc dworu królewskiego w Hiszpanii. Pomoc przyszła szybko. Powrót wojsk Diego de Almagro z ekspedycji do Chile zakończył ostatecznie walki na korzyść Hiszpanów.

## Upadek królestwa
Podczas walk o Limę i Cuzco Manco Inka na czele pozostałych wojsk wycofał się na swoje rodzinne ziemie do Ollantaytambo, gdzie zamierzał urządzić kwatery dla swoich żołnierzy. Naciskany przez grupę 70 konkwistadorów pod wodzą Hernando Pizarro, który ruszył z pościgiem z Cuzco, po stoczeniu kolejnej zwycięskiej dla Inków potyczki, zdecydował się w końcu na wycofanie z nowej rezydencji. Opuścił tym samym obóz w Ollantaytambo i pomaszerował z resztkami armii w połowie 1537 r. do Antisuyu, leżącego w pobliżu dżungli amazońskiej. Hiszpanie nie podjęli pościgu, tocząc tym razem spory o łupy. W sporze takim śmierć poniósł m.in. Diego de Almagro, który podjął walkę z braćmi Pizarro. Dopiero po zakończeniu bratobójczych walk, Hiszpanie kontynuowali pościg za Inką. W mieście zwanym przez Hiszpanów Espiitu Pampa (Równina Duchów) Hiszpanie natknęli się w końcu na rebeliantów. W kolejnej bitwie ponieśli jednak pierwszą porażkę w bitwie z Inkami w otwartym polu. Mimo że i tym razem Capac umknął pościgowi, Hiszpanie splądrowali miasto. Ostatnim miejscem schronienia Sapa Inki stała się Vilcabamba.
Miasto jeszcze długo pozostawało nienaruszone przez Hiszpanów. W roku 1541 Francisco Pizarro został zamordowany. W roku 1544 ten sam los spotkał Manco Capaca. Po śmierci wodza Inkowie nie zaprzestali jednak walk. Prowadzili walki partyzanckie przeciwko Hiszpanom, którzy zajęli region Tahuantinsuyu. Hiszpanie systematycznie wypierali kulturę Inków, zmuszając Indian do przejścia na wiarę chrześcijańską, poślubiając inkaskie kobiety i osiedlając rasy mieszane (Metysów) na terenie kraju.
Dopiero w maju 1571 r. wraz ze zdobyciem Vilcabamby zakończył się mit o królestwie Inków. Miasto padło bez walki, a wielu wojowników zbiegło w pobliskie lasy. Ostatni Sapa Inka – Tupac Amaru, najmłodszy syn Manco Inki został pojmany dnia 24 września 1572 r. w Cuzco i stracony publicznie.

## Bitwy okresu konkwisty na terenie Peru
- - 1525 – bitwa pod Punta Quemada
- 1527–1533 – inkaska wojna domowa
  - 1531 – bitwa pod Chillopampa
  - 1531 – bitwa pod Mullihambato
  - 1531 – bitwa pod Chimborazo
  - 1532 – bitwa pod Huanucopampa
  - 1532 – bitwa pod Quipaipan
  - 1532 – bitwa pod Mocha
  - 1532 – bitwa pod Ambato
- 1532–1548 – hiszpański podbój Peru
  - 1532 – bitwa na wyspie Puná
  - 1533 – bitwa pod Huaripampą 11 października 1533
  - 1533 – bitwa pod Vilcas
  - 1533 – bitwa pod Vilcacongą
  - 1533 – bitwa pod Cuzco 13 listopada 1533
  - 1534 – bitwa pod Maraycalla
  - 1534 – bitwa pod Chimborazo
  - 1534 – bitwa nad rzeką Yacus
- 1536–1537 – powstanie Manco Inki (Manco Capac II)
  - 1536–1537 – oblężenie Cuzco
  - 1537 – bitwa pod Ollantaytambo
- 1537–1538 – pierwsza wojna domowa w Peru (Wojna Las Salinas)
  - 1537 – bitwa nad rzeką Abancay (także: bitwa nad rzeką Maule)
  - 1538 – bitwa pod Las Salinas 26 kwietnia 1538
- 1541–1542 – druga wojna domowa w Peru (Wojna Chupas)
  - 1542 – bitwa na płaskowyżu Chupas 16 września 1542
- 1544–1548 – bunt Gonzalla Pizarro
  - 1546 – bitwa pod Añaquito 18 stycznia 1546
  - 1547 – bitwa pod Huarina
  - 1548 – bitwa nad Jaquijaguaną 11 kwietnia 1548
  - 1554 – bitwa pod Chuquinga
  - 1572 – bitwa pod Vilcabambą

## Literatura
- John Hemming: The Conquest of the Incas. London 2004. ISBN 0-330-42730-X.
- Michael Wood: Auf den Spuren der Konquistadoren. Stuttgart 2003.
- Andrzej Tarczyński: Cajamarca 1532. Wyd. Bellona 2006.